# 甘斯文特环形山

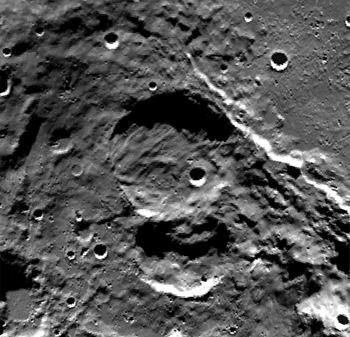
克莱门汀号拍摄的图像，甘斯文特环形山位于中间，下方是艾德尔森环形山。

甘斯文特环形山（Ganswindt）是月球背面南极区一座古老的大撞击坑，约形成于39.2-38.5亿年前的酒海纪，其名称取自德国发明家、火箭先驱赫尔曼·甘斯文特(Hermann Ganswindt ，1856年-1934年)，1970年被国际天文学联合会批准接受。

## 描述
该陨坑西南偏西毗邻海代尔瓦里环形山、北面靠近里滕豪斯陨石坑、巨大的薛定谔环形山位于它的东北、东南偏东坐落了尼菲德耶夫环形山、而它的南面则部分覆盖了艾德尔森环形山的北侧壁。该陨坑中心月面坐标为79°25′S 111°10′E / 79.42°S 111.17°E，直径77.5公里，深度2.77公里。
甘斯文特环形山边缘大致呈圆形，但有些不规则，尤其是南侧坑壁。坑壁平均高出周边地形1340米，内部容积约为5509.63公里3。坑底大部分被崎岖的山脊所覆盖，靠东南坐落一座醒目的小陨坑。由于太阳光只能斜射至该陨坑内，因此，它的坑底北部几乎总是笼罩在阴影中，因此，该部分的地形难以被观察到。
赫尔曼·甘斯文特早在1881年就提出了使用反推力运输工具作为太空旅行的手段，他也曾提出了包含时间在内的四维空间理论。

## 另请参阅
- Andersson, L. E.; Whitaker, E. A. . NASA RP-1097. 1982.
- Blue, Jennifer. . USGS. July 25, 2007  [2007-08-05]. （原始内容存档于2012-04-08）.
- Bussey, B.; Spudis, P. . New York: Cambridge University Press. 2004. ISBN 978-0-521-81528-4.
- Cocks, Elijah E.; Cocks, Josiah C. . Tudor Publishers. 1995. ISBN 978-0-936389-27-1.
- McDowell, Jonathan. . Jonathan's Space Report. July 15, 2007  [2007-10-24]. （原始内容存档于2012-05-26）.
- Menzel, D. H.; Minnaert, M.; Levin, B.; Dollfus, A.; Bell, B. . Space Science Reviews. 1971, 12 (2): 136–186. Bibcode:1971SSRv...12..136M. doi:10.1007/BF00171763.
- Moore, Patrick. . Sterling Publishing Co. 2001. ISBN 978-0-304-35469-6.
- Price, Fred W. . Cambridge University Press. 1988. ISBN 978-0-521-33500-3.
- Rükl, Antonín. . Kalmbach Books. 1990. ISBN 978-0-913135-17-4.
- Webb, Rev. T. W.  6th revised. Dover. 1962. ISBN 978-0-486-20917-3.
- Whitaker, Ewen A. . Cambridge University Press. 1999. ISBN 978-0-521-62248-6.
- Wlasuk, Peter T. . Springer. 2000. ISBN 978-1-85233-193-1.